# 서울방배경찰서
서울방배경찰서(서울方背警察署, Seoul Bangbae Police Station)는 서울특별시경찰청이 관할하는 경찰서 중 하나이다. 서울특별시 서초구 일원을 관할한다. 서울특별시 서초구 방배천로 54 (방배동)에 위치하고 있다. 서장은 총경으로 보한다.

## 조직
| - 112종합상황실 - 청문감사관 - 경무과 | - 생활안전과 - 여성청소년과 - 수사과 | - 형사과 - 경비교통과 - 정보보안과 |

## 관할 파출소 및 지구대
서울방배경찰서는 1개 지구대와 3개 파출소를 산하에 두고 있다.
| 명칭         | 사진 | 주소                        | 관할구역                 | 치안센터       |
| ------------ | ---- | --------------------------- | ------------------------ | -------------- |
| 남태령지구대 |      | 동작대로 34 (방배동)        | 방배2·3동                | 방배3치안센터  |
| 서래파출소   |      | 신반포로16길 15-14 (반포동) | 반포본·2동, 반포4동 일부 | 구반포치안센터 |
| 이수파출소   |      | 동광로19길 38 (방배동)      | 방배본·4동               | 방배4치안센터  |
| 방배1파출소  |      | 방배로16길 16-8 (방배동)    | 방배1동                  |                |

## 같이 보기
- 서울특별시지방경찰청